# 浜真岡駅
浜真岡駅（はままおかえき）は、樺太真岡郡真岡町に存在した鉄道省樺太西線の駅である。

## 歴史
- 1929年（昭和4年）12月13日 - 樺太庁鉄道真岡海岸支線真岡駅 - 当駅間（貨物線。1.8km）開通により開業。
- 1943年（昭和18年）4月1日 - 南樺太の内地化にともない、鉄道省に移管。
- 1945年（昭和20年）8月 - ソ連軍が南樺太へ侵攻、占領し、駅も含め全線がソ連軍に接収される。
- 1946年（昭和21年）
  - 2月1日 - 日本の国有鉄道の駅としては廃止。
  - 4月1日 - ソ連国鉄に編入。

## 運行状況
- 貨物駅のため旅客列車の運行は行なわれていなかった。

## 隣の駅
鉄道省樺太鉄道局
樺太西線
真岡駅-  浜真岡駅